# Тубал, Хайат
Хайат Тубал (фр. Hayat Toubal; род. в 1985 году) — алжирская шахматистка, международный мастер среди женщин (2005).

## Биография
Два года подряд занимала второе место на индивидуальных чемпионатах Арабских стран по шахматам среди женщин (2006, 2007).
В 2017 году в Оране была второй на чемпионате Африке по шахматам среди женщин после Шахенды Вафи и получила право принять участие в чемпионате мира 2018 года по шахматам среди женщин. В 2018 году заняла второе место на чемпионате Алжира по шахматам среди женщин.
На чемпионате мира по шахматам среди женщин в 2018 году в Ханты-Мансийске в первом туре проиграла Хампи Конеру.
Представляла Алжир на шахматных олимпиадах (2006, 2014—2018)